# Hexapopha baehrae
Hexapopha baehrae (лат.) — вид пауков рода Hexapopha из семейства пауков-оонопид (Oonopidae). Встречаются в Бразилии (Южная Америка). Видовое название является патронимом в честь арахнолога Барбары Бэхер (Barbara Baeher, Квинслендский музей), что является признанием её большого вклада в создание проекта Goblin Spiders PBI (Planetary Biodiversity Inventory).

## Описание
Пауки мелких размеров, длина около 2 мм. Основная окраска красновато-коричневая. Самцы этого вида похожи на самцов H. excavata и H. numerosa почти одинаковым размером эмболуса и его протока без проксимального выступа и с одной вершиной, продольно ориентированным, не перегнутым через себя эндитом P1 и отсутствием эндита P3; от самцов H. numerosa их можно отличить по эндиту P1, направленному назад (у H. numerosa направлен вперед) и от H. excavata по эндиту P2, представленному крупной изогнутой пластинкой (у H. excavata — небольшой острый отросток). Самки отличаются от других видов U-образным постэпигастральным скапусом гениталий, сросшимся с широкой постэпигастральной пластинкой (длина больше ширины или почти такая же, как ширина) следующим образом: от H. una — узким генитальным протоком, расположенным на передней части постэпигастральной пластинки (широкий, почти достигающий заднего края постэпигастральной пластинки у H. una); от H. brasiliana — изогнутыми плечами Т-образного генитального отростка (прямые у H. brasiliana) и от H. hone — изогнутыми плечами Т-образного генитального отростка (загнутые у H. hone). Имеют шесть глаз. Карапакс яйцевидный, с округлыми заднебоковыми углами. Клипеус прямой во фронтальном виде.

## Распространение
Неотропика: Бразилия.